# Tatiana Dyková

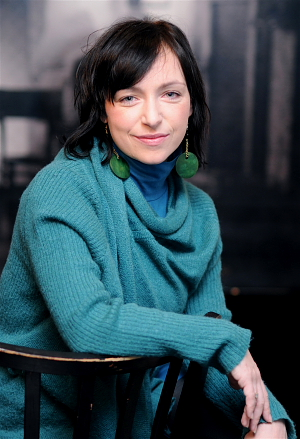
Tatiana Vilhelmová (2011)

Tatiana Dyková (geborene Vilhelmová; * 13. Juli 1978 in Prag) ist eine tschechische Film- und Theaterschauspielerin.

## Leben
Tatiana Dyková begann im Alter von 9 Jahren mit Ballettunterricht, beendete ihre Ausbildung am Prager Konservatorium jedoch zugunsten ihrer Film- und Fernsehkarriere nicht. Bereits 1994 erhielt sie eine Rolle in einer tschechischen Fernsehserie (Prima sezóna).
Vilhelmová begann ihre Filmlaufbahn im Jahre 1995 mit Indiánské léto von Saša Gedeon. Bekannt wurde sie vor allem durch die Filme Wilde Bienen und Die Jahreszeit des Glücks von Bohdan Sláma, in denen sie an der Seite ihres zwischenzeitlichen Partners Pavel Liška spielte.
Tatiana Dyková war seit 1995 mehrfach für Neben- und Hauptrollen für den Böhmischen Löwen nominiert. Im Jahr 2005 (Verleihung 2006) gewann sie diesen Preis erstmals für ihre Rolle der Monika in Die Jahreszeit des Glücks. Weiterhin erhielt sie den Alfréd-Radok-Preis und den Thálie-Preis. Auf der Berlinale 2003 wurde sie als tschechischer Shooting Star ausgezeichnet.
Tatiana Dyková ist Mitglied des Prager Dejvické divadlo.

## Filmografie (Auswahl)
- 1995: Indianer-Sommer (Indiánské léto)
- 1995: Mutters Courage
- 1999: Die Rückkehr des Idioten (Návrat idiota)
- 2001: Wilde Bienen (Divoké včely)
- 2005: Die Jahreszeit des Glücks (Štěstí)
- 2007: Leergut (Vratné lahve)
- 2007: Medvídek
- 2010: Akte Kajínek (Kajínek)
- 2023: A Sensitive Person
- 2023: Bratři